# Peyreleau
Peyreleau (okzitanisch: Peiralèu) ist eine französische Gemeinde mit 71 Einwohnern (Stand 1. Januar 2022) im Département Aveyron und in der Region Okzitanien. Sie gehört zum Kanton Tarn et Causses und zum Arrondissement Millau.

## Lage
Die Gemeinde liegt gegenüber von Le Rozier am Unterlauf der Jonte, wenige hundert Meter vor deren Einmündung in den Tarn, etwa 85 Kilometer nordwestlich von Montpellier und 15 Kilometer nordöstlich von Millau. Peyreleau gehört zum Kommunalverband Millau Grands Causses; das Gemeindegebiet ist zudem Teil des Regionalen Naturparks Grands Causses.

## Einwohnerentwicklung
| Jahr      | 1962 | 1968 | 1975 | 1982 | 1990 | 1999 | 2005 | 2011 | 2018 |
| Einwohner | 51   | 95   | 110  | 100  | 77   | 70   | 70   | 81   | 73   |

## Sehenswürdigkeiten

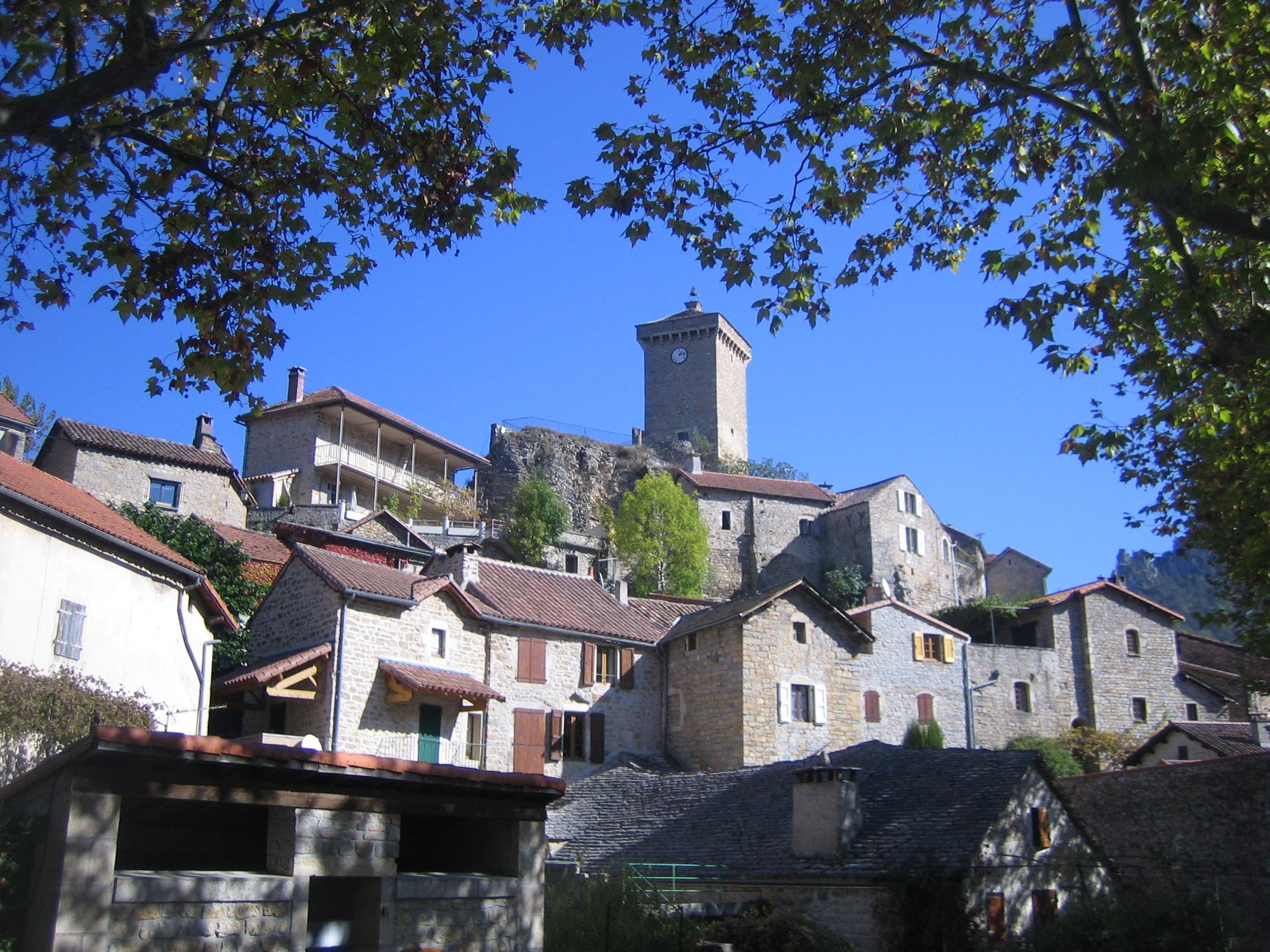
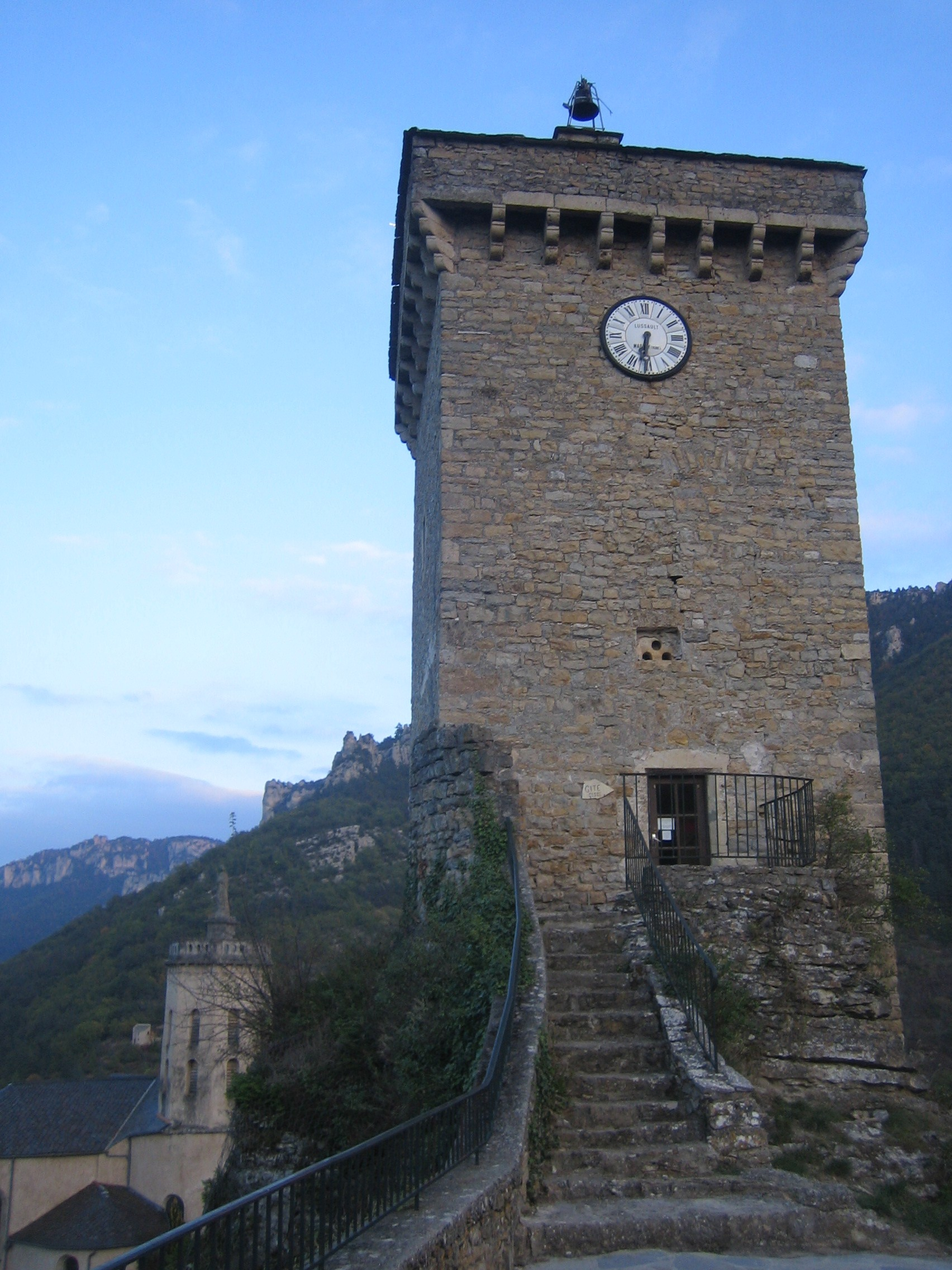
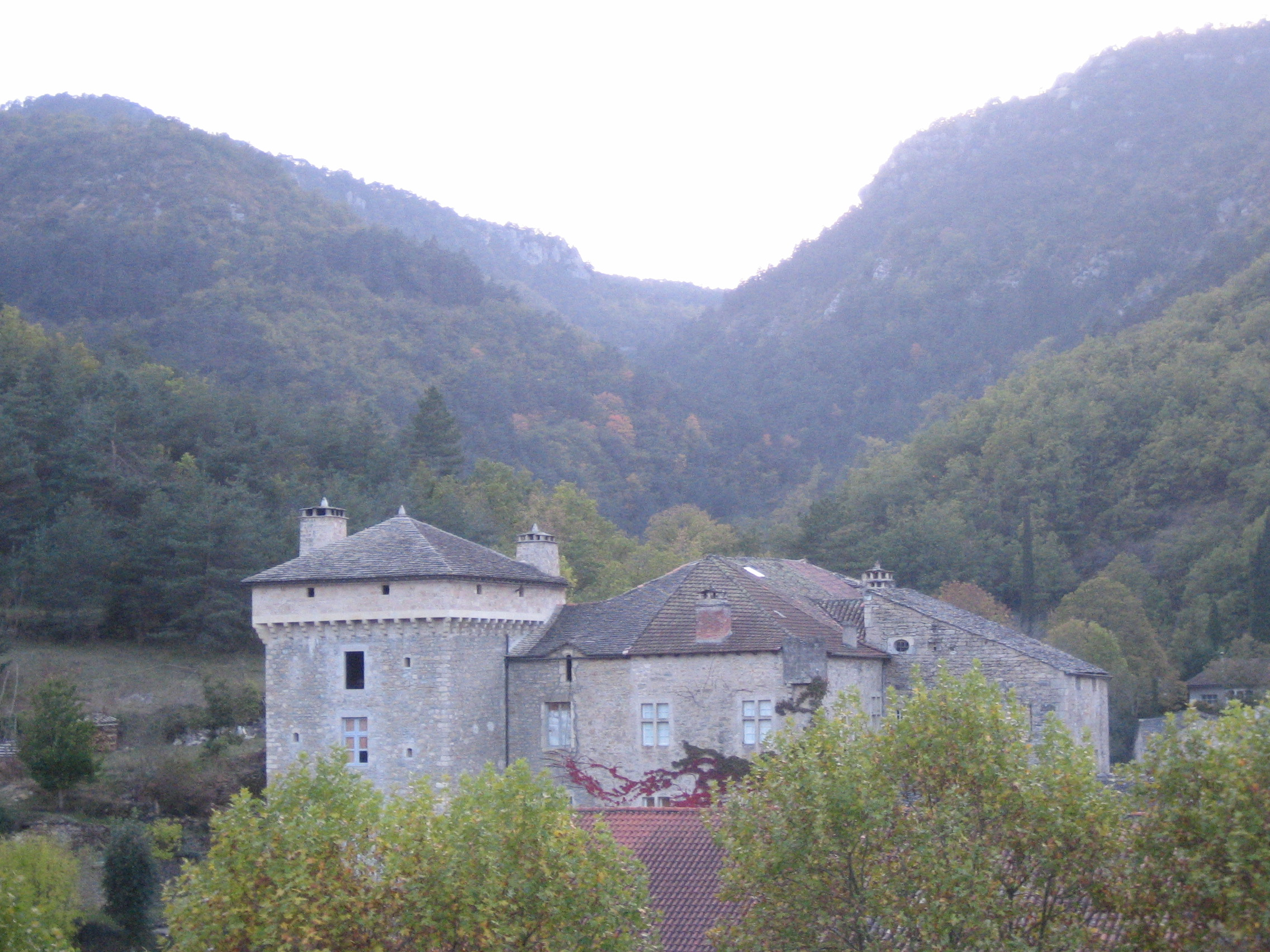
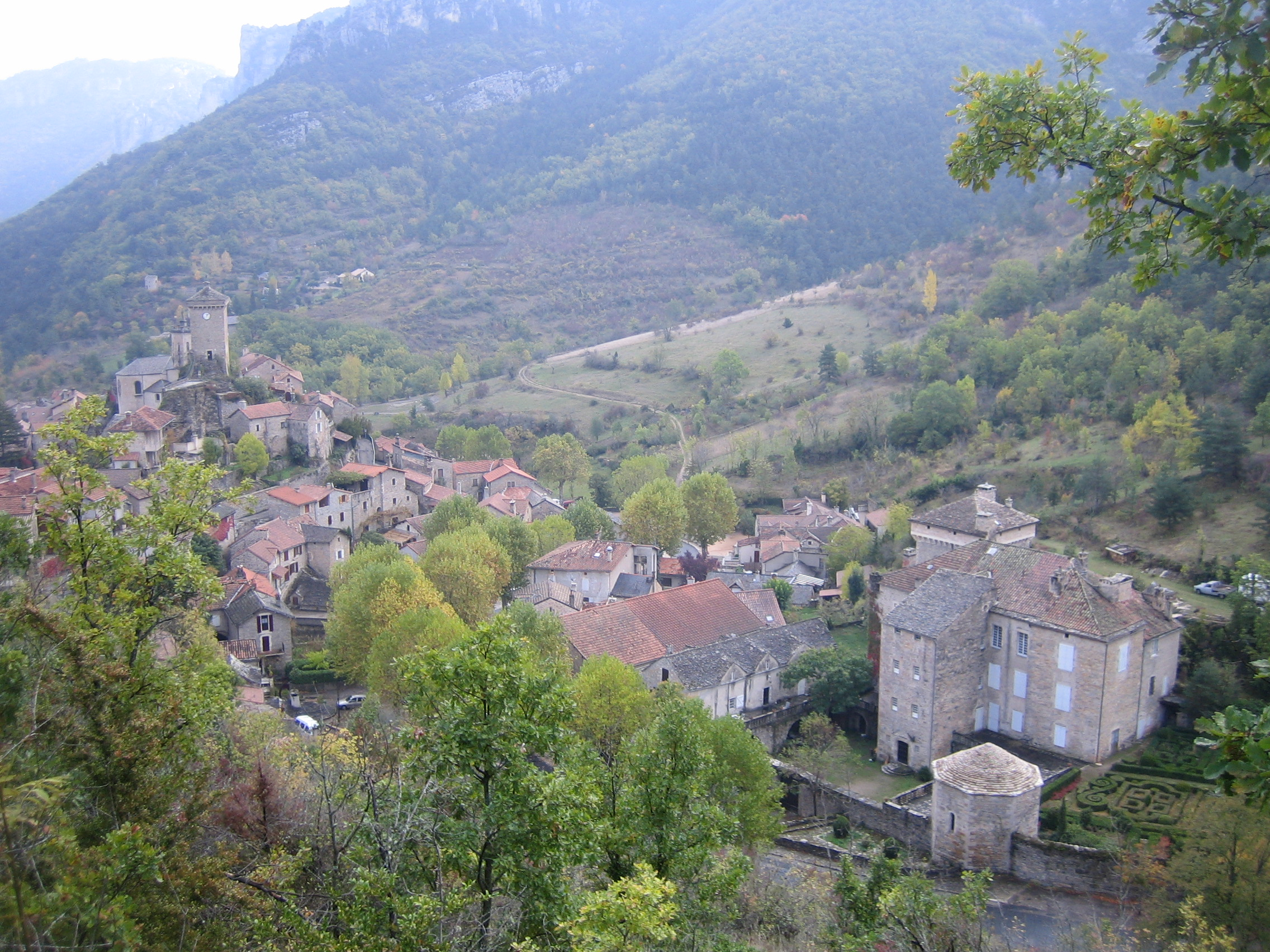
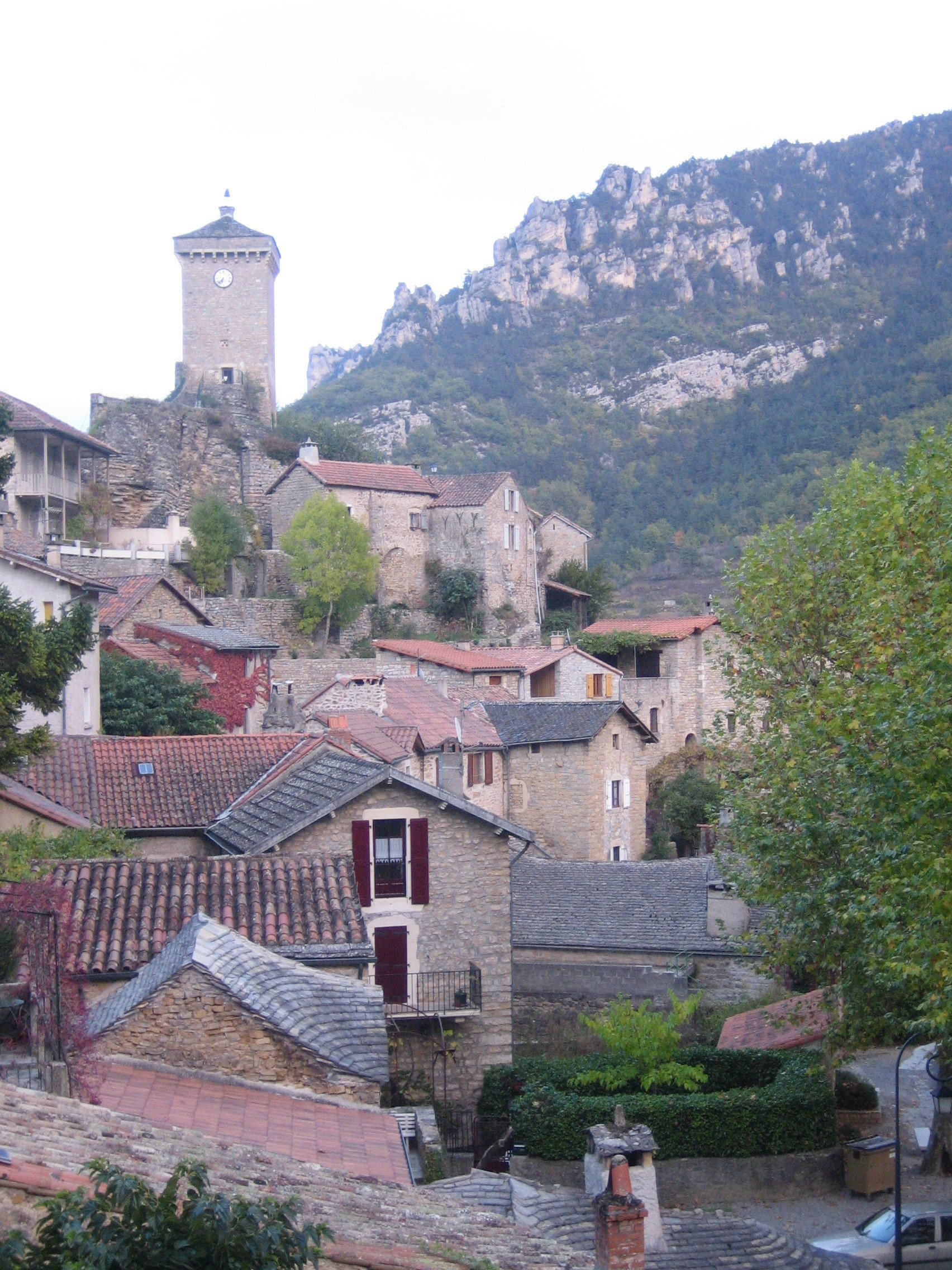

### Château Triadou

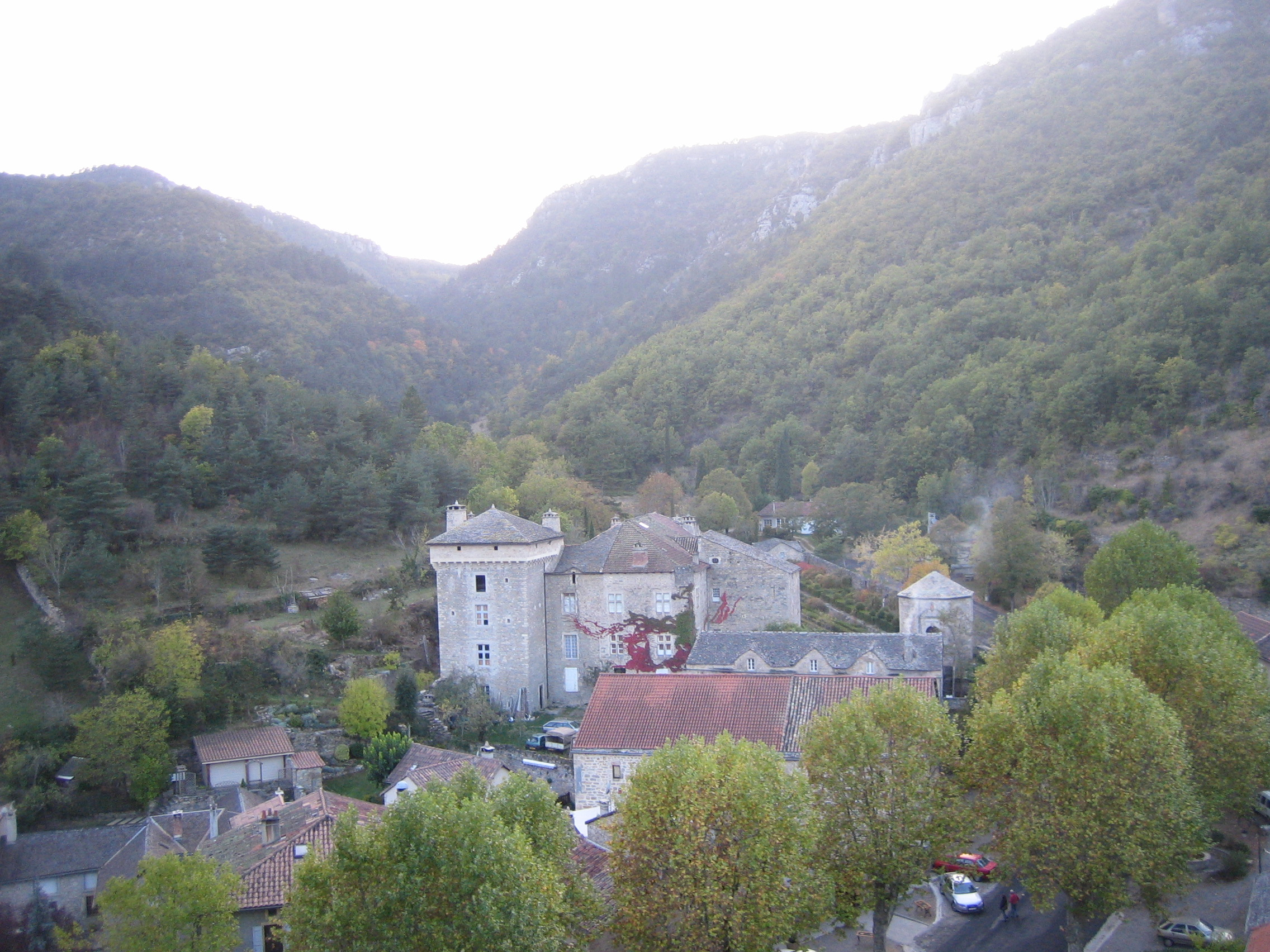
Château Triadou in Peyreleau

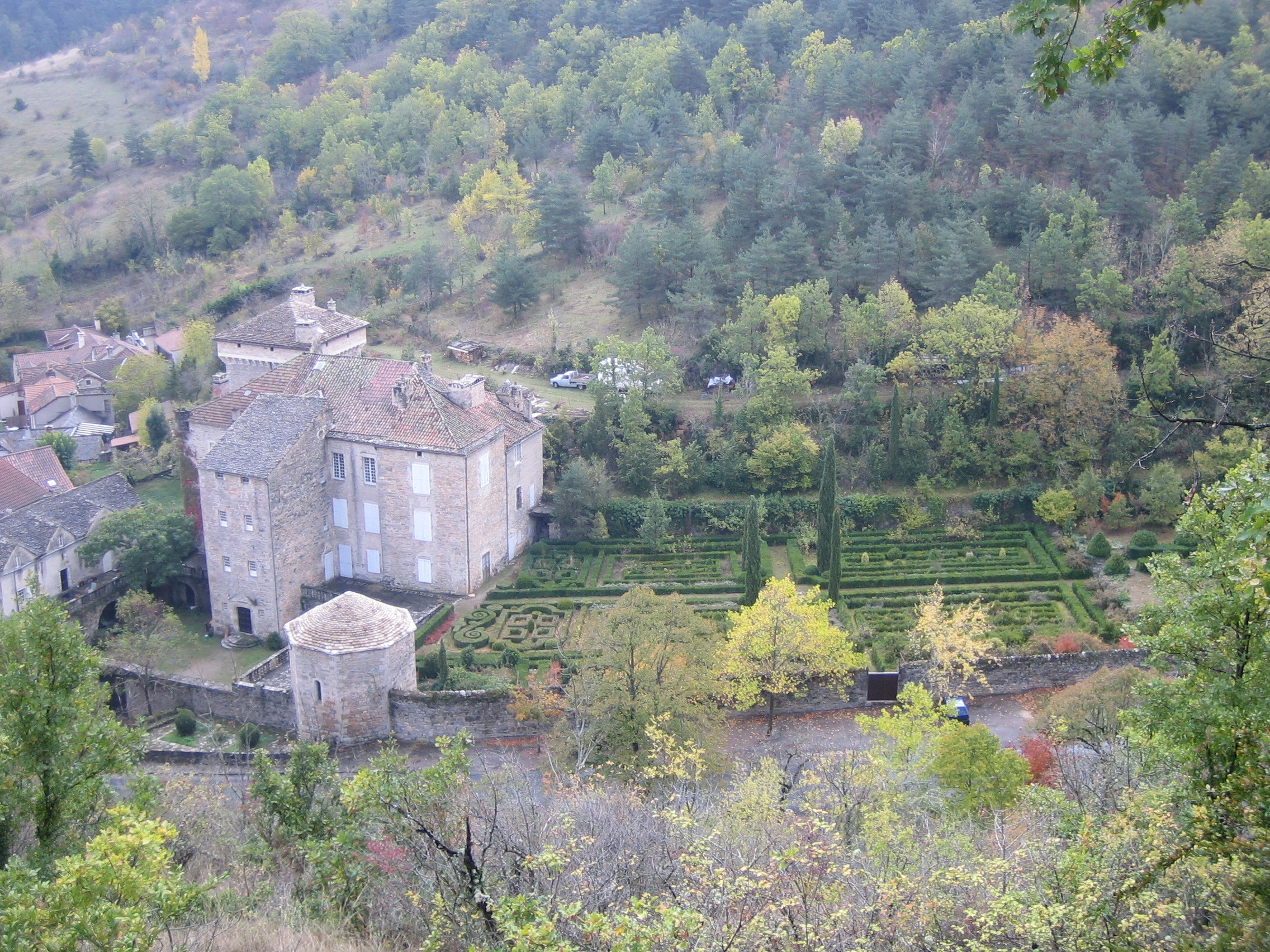
Château Triadou in Peyreleau

Am westlichen Ortsrand steht das Château Triadou mit seinem Garten. Es wurde ab 1470 durch Pierre II. d’Albignac († 1517), Herrn von Triadou, erbaut und im Juli 1479 von ihm und seiner Frau Flore de Capluc bezogen. Es wurde um 1559 durch Pierre III. d’Albignac (1529–1596), den Enkel der beiden, erweitert, nachdem er bei einem Überfall auf vorbeiziehende protestantische Truppen deren Kriegskasse und damit die Mittel zur Baufinanzierung erbeutet hatte. Den Rest des Schatzes, so hieß es, versteckte er, ohne das Versteck seinen Erben zu verraten. Sein Sohn Simon d’Albignac (1560–1644) erweiterte seinen Besitz durch Kauf benachbarter Ländereien, und damit wurde Peyreleau Zentrum einer wichtigen Herrschaft. Simons Sohn François I. d’Albignac (1600–1696) ließ das Anwesen im Jahre 1669 erheblich erweitern, insbesondere durch den Bau neuer Wohngemächer, einer oktogonalen Kapelle und eines großen viereckigen Turms.
Der letzte Bewohner des Schlosses aus dem Hause Albignac, Philippe-François d’Albignac de Castelnau († 1814), Bischof von Angoulême, ging 1792 nach der Französischen Revolution ins Exil nach England und starb in London am 3. Januar 1814. Man hatte ihn beschuldigt, Kopf einer gegenrevolutionären Räuberbande zu sein, die durch schlimme Gewalttaten berüchtigt geworden war, und am 27. Juli 1791 schickten die Behörden aus Millau einen Trupp Milizionäre auf das Chateau Triadou, die es durchsuchten und ausplünderten und dabei unter einer Stufe der Haupttreppe zwei Kästen mit Gold und Silber fanden. Die Beschuldigung gegen den Bischof war wohl grundlos und lediglich der Vorwand für die Durchsuchung des Schlosses und die Beschlagnahme des Schatzes des Pierre III. d’Albignac. Das Anwesen wurde von der Gemeinde beschlagnahmt und diente als Bürgermeisteramt bis zum Bau eines neuen Gebäudes im Jahre 1893.
Am 12. Mai 1944 wurde das Schloss als Monument historique klassifiziert. Es befindet sich in privatem Besitz.

### Uhrenturm

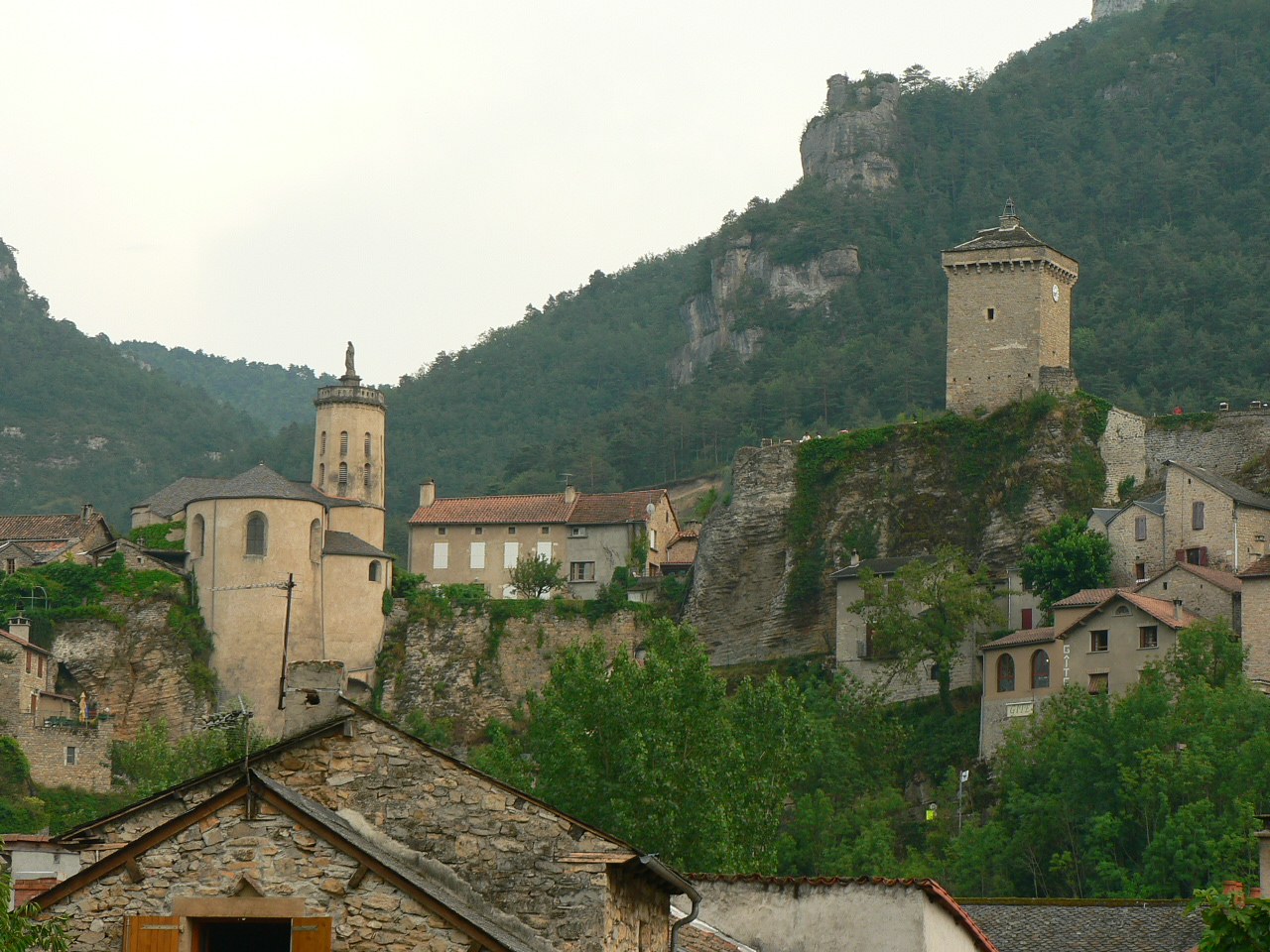
Uhrenturm und Dorfkirche

Höchste Erhebung im Dorf ist der mächtige viereckige Uhrenturm. Heute ist er im Besitz der Gemeinde, die darin Gästezimmer betreibt.
Der Turm wurde 1617 von Simon d’Albignac auf den Fundamenten einer alten, im 12. Jahrhundert erbauten Burg errichtet, von der heute nur noch die Reste der Außenmauern geblieben sind. Sie gehörte nacheinander der Familie Montferrand, der Familie de la Chapelle, Alfons von Poitiers (Bruder von Ludwig IX.) als Graf von Rouergue, dann im 15. Jahrhundert der sehr reichen Familie Sévérac. Im 15. Jahrhundert bezog die Familie d’Albignac die Burg, zunächst jedoch ohne Besitzer zu sein. Nach dem Bau des Schlosses Triadou verließen sie die alte Burg und zogen in das Schloss um. Im frühen 18. Jahrhundert kaufte dann François II. d’Albignac, Enkel des Simon d’Albignac, die Burg und Herrschaft Peyreleau für 30.000 Livre. Der Marquis von Sévérac behielt sich bei dem Verkauf das Rückkaufrecht vor, auf das er aber einige Jahre später gegen Zahlung von weiteren 5.000 Livre verzichtete.

## Wappen
Das Wappen des Orts, drei goldene Tannenzapfen auf blauem Grund, ist das des Hauses Albignac.

## Persönlichkeiten
- Philippe-François d’Albignac de Castelnau (1742–1814), 1784–1791/1801 Bischof von Angoulême, Mitglied der Generalstände von 1789 und der Konstituante, geboren in Peyreleau
- Philippe François Maurice d’Albignac (1775–1824), 1809–1811 Kriegsminister Jérôme Bonapartes im Königreich Westphalen, 1816–1821 Kommandant der Militärschule Saint-Cyr, geboren in Peyreleau
- Pierre Mazeaud (* 1929), Bergsteiger, Jurist und Politiker, 1978 einer der drei ersten Franzosen auf dem Mount Everest, Abgeordneter und Vizepräsident der Nationalversammlung, 2004–2007 Präsident des Conseil constitutionnel (Verfassungsgerichts), Einwohner von Peyreleau